# Западный (Рыбинск)
За́падный — микрорайон города Рыбинска Ярославской области. Неофициальное название — Девятка, изменённое название улицы 9 мая. Часто также именуется Западным посёлком.

## Расположение
Западный микрорайон расположен к западу от городского центра и завода ПАО «ОДК-Сатурн», восточнее микрорайонов Веретье.
Микрорайон имеет вытянутую с севера на юг форму. На западе ограничен улицей 9 мая, на юге — улицей Суркова, на востоке граница проходит по заводу. На севере основная территория ограничена проспектом Ленина, однако имеется небольшой жилой массив севернее проспекта. Этот массив граничит с Рыбинским заводом приборостроения и также относится к Западному микрорайону.
Граничит с микрорайонами Веретье-1, Шанхаем (Веретье-4), Центральной и Тоговщинской промзоной. На юго-западе микрорайон граничит с дачным массивом «Зелёная зона», который пришел в упадок вследствие своего положения среди оживленных магистралей и предполагается под снос.

## История
В 1930-е годы к западу от моторостроительного завода (сейчас ПАО «ОДК-Сатурн») возник рабочий посёлок Западный, название которого было обусловлено его географическим местоположением относительно завода. В отличие от Северного посёлка с капитальными «сталинскими» домами, застройка Западного посёлка представляла собой частные дома и здания барачного типа и до наших дней не сохранилась.
Современный этап развития Западного начался в эпоху массового строительства (конец 1950-х), когда началась застройка микрорайона хрущёвками по направлению на юг от проспекта Ленина.

## Застройка
Основную часть застройки микрорайона составляют кирпичные хрущёвские дома серии 1-447 высотой 5, реже 3-4 этажа. Такие дома расположены в глубине микрорайона параллельными рядами, а также по периметру вдоль улицы 9 мая. В районе улицы Кулибина располагаются трёхэтажные дома серий 1-440 и 1-442 без ванн.
Присутствует небольшое количество панельных хрущёвок серии 1-464 и панельных домов серии 111-121. На юге микрорайона расположены девятиэтажные дома улучшенной и новой планировки. На перекрестке улицы 9 мая, проспектов Ленина и Серова расположено самое высокое здание микрорайона — 12-этажная блочная «башня» московской серии II-18/12. В начале 2010-х было построено несколько новых 5-этажных кирпичных домов, в настоящее время «точечное» строительство продолжается.

## Инфраструктура
В Западном микрорайоне располагаются три детских сада, школа № 23, Центр детского и юношеского творчества, информационно-библиотечный центр «Радуга».
В микрорайоне расположен «больничный городок» — объединение учреждений здравоохранения, в которое входят три городские больницы (№ 1, № 5, № 6), районная поликлиника, перинатальный центр, сосудистый центр, станция переливания крови, городской морг. Строительство кардиологического центра остановилось в 1990 -е годы. Большое здание некогда недостроенного кардиологического центра было перестроено в жилой дом «MIRROR», но в настоящее время не заселено, охраняется, подвергается разграблению и разрушается.
Торговля представлена универсамами и супермаркетами сетей «Пятёрочка», «Магнит», «Дикси», «Дружба», FixPrice и другими магазинами.

## Транспорт
Автобусное и троллейбусное движение идет по улице 9 мая и проспекту Ленина. В глубину микрорайона заходит только автобус № 6, который отличается большими интервалами движения и идёт по улицам Солнечная, Кулибина и Суркова.

## Интересные факты
В глубине Западного микрорайона существует островок частного сектора, уцелевший при застройке и адресуемый по ул. Малаховской. Среди частного сектора расположен памятник венгерским военнопленным.